# تامس نیگل

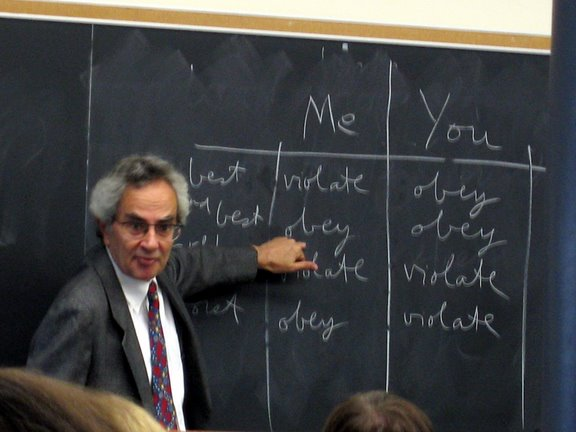
تامس نِیگل

تامس نِیگل (به انگلیسی: Thomas Nagel) زاده ۱۹۳۷ فیلسوف آمریکایی که در حال حاضر استاد فلسفه و حقوق در دانشگاه نیویورک است. او در زمینه فلسفه ذهن، فلسفه سیاسی، فلسفه اخلاق و معرفت‌شناسی پژوهش می‌کند. شهرت او بیشتر به خاطر نقد تبیین‌های تقلیلگرایانه از ذهن به ویژه در مقاله «خفاش بودن چه کیفیتی دارد» و دستاوردهایش در زمینه اخلاق وظیفه گرا است. او در فلسفه اخلاق از امکان دیگرگزینی دفاع می‌کند.

## معرفی کتاب «ذهن و کیهان»
از نظر نیگل، جهان‌بینی ماده‌گرایانه‌ی موجود مانعی بر سر راه فهم جدید و فراگیرتر و بهتر از رابطه بین ذهن و ماده است. از نظر او پذیرش ماده‌گرایی نه شرطی ضروری برای علم‌ورزی است و نه تاثیری بر فرایند علم‌ورزی دانشمندان می‌گذارد.
نقطه‌ضعف ماده‌گرایی از نظر نیگل این است که در تبیین ذهن ناتوان است و از دیگر سو نقطه‌ضعف ادیانی که به روح قائل‌اند، این است که با نظم واحد ناهمخوان‌اند. در نتیجه، راه سوم نیگل، تصحیح نگرش ماده‌گرایانه است؛ ولی از آنجایی که ماده‌گرایی با دین و الهیات در تعارض بوده، این تصور رایج برای بسیاری وجود دارد که هر شخصی که با ماده‌گرایی مخالفت کند یا به نقد آن بپردازد می‌خواهد به دفاع از دین یا الهیات بپردازد.
ماده‌گرایی فروکاستن ذهن به ماده را پیش‌فرض گرفته است. نیگل به این نکته اشاره می‌کند که پیش‌فرض دیگر در علم این است که ما با ذهن خود می‌توانیم جهان مادی را بفهمیم. از نظر نیگل هر دیدگاهی که در رابطه با آگاهی اتخاذ کنیم باید در نظر داشته باشیم که تجربه آگاهانه انسان را نمی‌توان به ماده فروکاست و نمی‌توان آن را از قصدیت تفکیک کرد. شناخت هم به آگاهی وابسته است.
پدیده دیگری که نیگل، ماده‌گرایی را ناتوان از تببین آن برمی‌شمارد ارزش‌های اخلاقی است. برای اینکه بتوانیم ارزشها را بفهمیم باید آگاهی و عقل داشته باشیم.
از نظر نیگل نیاز است علاوه بر داروینیسم این واقعیت را هم بپذیریم که ما می‌توانیم در واکنش به دلایلی که به ما ارائه می‌شود اعمال و رفتار خود را کنترل کنیم.
او سعی دارد در این کتاب افق کلی راهی را به ما نشان دهد که نوید فراتر رفتن از ترکیب انتخاب طبیعی و تصادف برای تبیین پدیده‌ها را می‌دهد.

## کتاب‌ها
- اخلاق‌شناسی، تامس نیگل، جواد حیدری (مترجم)، تهران: نگاه معاصر، ۱۳۹۳
-پرسشهای کشنده، تامس نیگل، مصطفی ملکیان و جواد حیدری، مترجمان) تهران: نگاه معاصر، ۱۳۹۷
- امکان دیگرگزینی، تامس نیگل، جواد حیدری (مترجم)، تهران: نگاه معاصر، ۱۳۹۵
- برابری و جانبداری، تامس نیگل، جواد حیدری (مترجم)، تهران: نگاه معاصر، ۱۳۹۴
- در پی معنا، تامس نیگل،سعید ناجی و مهدی معین‌زاده (مترجم) ، تهران: هرمس، ۱۳۸۹ (دو ترجمه دیگر نیز از این اثر منتشر شده‌است، یکی به قلم جواد حیدری و با عنوان "اینها همه یعنی چه؟" توسط انتشارات نگاه معاصر منتشر شده‌است و دیگری به قلم احسان شفیعی زرگر و توسط نشر قطره).
- ذهن و کیهان، تامس نیگل، جواد حیدری (مترجم)، تهران: نگاه معاصر، ۱۳۹۲
-اینها همه یعنی چه؟، تامس نیگل، جواد حیدری (مترجم)، تهران، نشرنو، ۱۳۹۸

## مقاله‌ها
اخلاق بدون زیست‌شناسی، تامس نیگل، احسان یزدانی (مترجم)، ترجمان، ۱۳۹۴
معنای درست و نادرست، تامس نیگل، سعید ناجی و مهدی معین زاده (مترجمان)، فصلنامه ارغنون شماره ۱۶، ۱۳۷۹
جان رالز و تبعیض مثبت، تامس نیگل، احسان یزدانی (مترجم)، ماهنامه فرهنگ امروز، مرداد ۱۳۹۷